# Paul von Jankó
Paul von Jankó, född 2 juni 1856 i Tata, död 17 mars 1919 i Konstantinopel, var en ungersk pianist och uppfinnare.
Efter studier i Berlin och vid Wiens musikkonservatorium uppfann von Jankó den efter honom uppkallade Jankóklaviaturen. 
Den består av i verkligheten två tangentrader (men till utseendet sex, terrassformigt över varandra liggande, emedan var tangent har tre anslagspunkter), ordnade efter idel heltoner, nämligen c d e fiss giss aiss i den ena och ciss diss f g a h i den andra. Fördelarna är en naturligare handställning, lätthet i passager, långa grepp och transpositioner samt lika fingersättning i alla tonarter. Han företog från 1886 vidsträckta konsertresor för att göra sin uppfinning känd, men lyckades ej få den praktiskt använd inom pianofabrikationen.